# Elezioni presidenziali in Francia del 1988
Le elezioni presidenziali in Francia del 1988 si tennero il 24 aprile (primo turno) e l'8 maggio (secondo turno); François Mitterrand fu rieletto Presidente della Repubblica al secondo turno.

## Storia
Le elezioni presidenziali del 1988 sono state le seste elezioni del Presidente della Repubblica francese della Quinta Repubblica francese e le seconde nelle quali il Presidente uscente si ricandida (al suffragio universale) per un nuovo mandato.
Inoltre, esse avvengono dopo le elezioni legislative del 1986 che avevano condotto alla prima coabitazione tra il Presidente Mitterrand e il Primo ministro Jacques Chirac.
Il Presidente uscente Mitterrand si dichiara canditato il 22 marzo 1988 alla televisione su Antenne 2, fa quindi una campagna «lampo», apparendo poco in pubblico, coltivando un'immagine di «padre della nazione»; egli fa 4 grandi meeting nel mese di aprile, davanti a decine di migliaia di persone. Il Partito Socialista comunque, anche senza ancora un candidato ufficiale, aveva già iniziato a far campagna elettorale fin dal giugno 1987; ma già dal gennaio 1988 era chiaro che Mitterrand si sarebbe ricandidato, anche se quest'ultimo farà durare la suspense fino a marzo, sottintendendo che potrebbe non essere candidato.
Il Primo ministro Jacques Chirac si dichiara candidato nel gennaio 1988 dal suo ufficio all'Hôtel Matignon. Inizialmente accreditato dai sondaggi di 17%-18% (al primo turno) e di 40%-42% (al secondo turno), egli riesce comunque a scavalcare il candidato centrista Raymond Barre e ad accedere al secondo turno, cosa che non gli era riuscita alle precedenti elezioni presidenziali del 1981. Alla fine però il risultato del primo turno è piuttosto delundente, ottiene il 19,94%, ma negli ultimi sondaggi prima del primo turno era accreditato del 23%-24%.
I centristi dell'Unione per la Democrazia Francese sono in declino, il loro candidato Raymond Barre ottiene una percentuale simile a quella delle presidenziali del 1965 e per la prima volta dal 1969 i centristi sono assenti al secondo turno.
Queste elezioni segnano l'ascesa di Jean-Marie Le Pen e del Fronte Nazionale, che – grazie alla modifica in senso proporzionale nel 1985 del sistema elettorale, modifica poi abrogata nel 1987 – alle elezioni legislative del 1986 aveva ottenuto 35 deputati all'Assemblea nazionale.
Anche il Partito Comunista Francese continua a declinare, ottenendo il risultato più basso dopo la Liberazione: 21,27% (1969), 15,35% (1981), 6,76% (1988); e alle elezioni legislative: 22,51% (1967), 20,02% (1968), 21,39% (1973), 20,61% (1978), 16,17% (1981), 9,78% (1986); tuttavia, alle elezioni legislative del 1988, rifiutando ogni accordo col PS, il PCF otterrà l'11,32%, costringendo i differenti governi socialisti (Rocard II, Cresson e Bérégovoy) della IX legislatura ad una maggioranza relativa.
Complessivamente al primo turno, i due partiti (all'epoca) al governo (Raggruppamento per la Repubblica e Unione per la Democrazia Francese) ottengono il 36,49%, mentre il Presidente (Partito Socialista) ottiene il 34,10%; tuttavia quest'ultimo può contare, al secondo turno, sui voti di tutti gli altri partiti comunisti e ecologisti.
Alla fine, è rieletto Mitterrand, che al secondo turno, oltre ai voti dei comunisti e degli ecologisti, ha beneficiato anche di una parte dei voti centristi.

## Risultati
|                 | François Mitterrand | Partito Socialista                       | 10 367 220 | 34,10 | 16 704 279 | 54,02 |  |  |
|                 | Jacques Chirac      | Raggruppamento per la Repubblica         | 6 063 514  | 19,94 | 14 218 970 | 45,98 |  |  |
|                 | Raymond Barre       | Unione per la Democrazia Francese        | 5 031 849  | 16,55 |            |       |  |  |
|                 | Jean-Marie Le Pen   | Fronte Nazionale                         | 4 375 894  | 14,39 |            |       |  |  |
|                 | André Lajoinie      | Partito Comunista Francese               | 2 055 995  | 6,76  |            |       |  |  |
|                 | Antoine Waechter    | I Verdi                                  | 1 149 642  | 3,78  |            |       |  |  |
|                 | Pierre Juquin       | LCR - PSU                                | 639 084    | 2,10  |            |       |  |  |
|                 | Arlette Laguiller   | Lotta Operaia                            | 606 017    | 1,99  |            |       |  |  |
|                 | Pierre Boussel      | Mouvement pour un parti des travailleurs | 116 823    | 0,38  |            |       |  |  |
| Totale          | Totale              | Totale                                   | 30 406 038 | 100   | 30 923 249 | 100   |  |  |
|                 |                     |                                          |            |       |            |       |  |  |
| Voti non validi | Voti non validi     | Voti non validi                          | 621 934    | 2,00  | 1 161 822  | 3,62  |  |  |
| Votanti         | Votanti             | Votanti                                  | 31 027 972 | 81,38 | 32 085 071 | 84,06 |  |  |
| Elettori        | Elettori            | Elettori                                 | 38 128 507 |       | 38 168 869 |       |  |  |